# Wulfhilda Norská
Wulfhilda Norská (1020 – 24. května 1071) byla norská princezna a po sňatku se saským vévodou Ordulfem byla také saskou vévodkyní.

## Život
Wulfhilda se narodila v roce 1020 jako jediné legitimní dítě krále Olafa II. Norského a jeho manželky Astrid Olofsdotter. Jejím nelegitimním nevlastním bratrem byl Magnus I. Norský. Narodila se a byla vychovávána Saprsborgu.
V roce 1028 doprovázela své rodiče do Vestlandetu a v roce 1029 odešla spolu s nimi z Norska do Švédska. Není přesně známo, jestli doprovázela svého otce a nevlastního bratra při návštěvě Ruska a nebo jestli zůstala s matkou ve Švédsku, nicméně v době úmrtí jejího otce v roce 1030 pobývala ve Švédsku. Společně s bratrem se v roce 1035 vrátila do Norska, kde se stal králem. Wulfhilda byla popisována jako krásná dívka a jako legitimní potomek krále byla velmi uznávána.
V listopadu 1042 byla provdána za Ordulfa Saského, syna Bernarda II. Saského. Toto manželství mělo posílit spojenectví mezi Saskem a Dánskem. Její nevlastní bratr si chtěl pojistit jeho postavení v Dánsku, kde především bojoval s Wendy. Manželský obřad se konal ve Šlesvicku během politického vyjednávání. Sňatek byl ztvrzen šlesvickým a brémským arcibiskupem. Její manžel pak nadále toto spojenectví, avšak informace o Wulfhildě jsou omezené a o jejích názorech není nic známo.
Wulfihilda a Ordulf spolu měli syna, Magnuse Saského.